# Glypheus
Glypheus là một chi bọ cánh cứng trong họ 
Elateridae.
Chi này được miêu tả khoa học năm 1859 bởi Candèze.

## Các loài
Các loài trong chi này gồm:
- Glypheus alpinus Blackburn, 1892
- Glypheus cruciger Carter, 1939
- Glypheus decoratus Candèze, 1897
- Glypheus lansbergei Candèze, 1882
- Glypheus militaris Carter, 1939
- Glypheus nigrinus Carter, 1935
- Glypheus piceus Candèze, 1900
- Glypheus sanguineus Elston, 1930
- Glypheus subfasciatus Carter, 1935
- Glypheus villosulus Candèze, 1859